# Geneviève Pasquier
Pour les articles homonymes, voir Pasquier.
Geneviève Pasquier, née le 2 mai 1965 à Fribourg, est un metteur en scène et une comédienne suisse.
Elle est la cofondatrice en 1991 de la compagnie Pasquier-Rossier, installée à Lausanne, et codirectrice avec Nicolas Rossier du Théâtre des Osses à Givisiez de 2014 à 2022.

## Biographie

### Origines et famille
Geneviève Pasquier naît le 2 mai 1965 à Fribourg.
Elle est mariée à l'écrivain et dramaturge Benjamin Knobil.

### Études, parcours professionnel et artistique
Elle étudie les beaux-arts de 1983 à 1987, puis le théâtre au Conservatoire de Lausanne, dont elle sort diplômée en 1990.

## Mises en scène
- 1991 (avec Nicolas Rossier) : Le Déjeuner sur l'arbre, compilation de textes de Pierre Bettencourt (Témoin auriculaire), Elias Canetti (Lointain intérieur) et Henri Michaux (Fables fraîches à lire à jeun)[2],[3]. Prix romand du spectacle indépendant[4]
- 1993 (avec Nicolas Rossier) : L'Eunuque de Zanzibar d'après Pierre Henri Cami, au Théâtre de Vidy[5]

## Rôles

### Théâtre
- 1988 : rôle titre dans Antigone de Sophocle, mis en scène par Gisèle Sallin, au Théâtre des Osses[6],[7]

### Cinéma
- 1991 : Françoise dans Jacques et Françoise de Francis Reusser[8]